# 조선의 오늘
조선의 오늘(영어: DPRK Today, 중국어: 今日朝鲜, 일본어: ちょうせんのこんにち, 러시아어: Сегодня Кореи, 베트남어: Cộng hoà Dân chủ Nhân dân Hôm nay)은 조선민주주의인민공화국 정부의 후원을 받아 운영되었던 중국어 기반 선전 웹사이트이다. 2014년 12월 1일 《평양모란봉편집사》에서 관광에 특화된 웹사이트를 개설한다고 밝혔다. 2024년 1월 중순에 김정은 국무위원장이 최고인민회의 제14기 제10차 회의 연설에서 대한민국과의 통일 정책을 폐기하기로 결정함에 따라 폐쇄되었다.

## 같이 보기
- 우리민족끼리
- 내나라
- 조선중앙TV
- 조선중앙통신